# Университет Гюстава Эйфеля
Университет Гюстава Эйфеля (фр. Université Gustave-Eiffel) ― высшее учебное заведение, которое осуществляет подготовку специалистов в области урбанистики и городского транспорта. Располагается в микрорайоне Сите Декарт в городе Марн-ла-Валле близ Парижа. Был учреждён 1 января 2020 года, в результате слияния Университета Париж-Эст-Марн-ла-Валле, национального исследовательского института IFSTTAR и в тесном сотрудничества трёх инженерных школ и школы архитектуры. Находится под патронажем при Академии Кретей, которая также специализируется на изучении городской среди и городского транспорта. Университет объединяет в себе четверть исследовательского сообщества Франции в этих областях. В нём проходит обучение около 17 000 студентов и 500 докторантов, а также работают 1 200 преподавателей и 1 300 административных работников.

## История
Университет Гюстава Эйфеля был учреждён в соответствии с указом правительства Франции и основан 1 января 2020 года. Университет Париж-Эст-Марн-ла-Валле (UPEM) и национальный исследовательский институт IFSTTAR были объединены в новый университет; тогда как три инженерные школы: ESIEE Paris, École des ingénieurs de la Ville de Paris (EIVP), Национальная школа географических наук (ENSG Géomatique), а также одна архитектурная школа, École d'architecture de la ville &amp; des territoires Paris-Est, ― присоединились к новому университету, сохраняя при этом свой особый юридический статус. Решение о слиянии было принято, несмотря на формальную оппозицию профсоюзов, представляющих работников UPEM.